# Distretto di Lesneven
Il distretto di Lesneven era una divisione territoriale francese del dipartimento di Finistère istituita nel 1790 e soppressa nel 1795.
Era formato dai cantoni di Lesneven, Cléder, Goulven, Kernilis, Ploudaniel, Plouguerneau, Plounéventer, Plounevez e Plouzévédé.